# Universidad Johnson & Wales
La Universidad Johnson & Wales (JWU) es una universidad privada, sin fines de lucro, que ofrece una educación mixta, dedicada al desarrollo profesional de sus estudiantes. La sede principal de la universidad está ubicada en Providence, Rhode Island, EE. UU., el recinto más grande de los cuatro que opera en los Estados Unidos de América. La universidad, fundada como una escuela de negocios en 1914, por Gertrude I. Johnson y Mary T. Wales, actualmente tiene 15 600 estudiantes matriculados en los programas de estudios culinarios, hospitalarios, de educación y de tecnología que se ofrecen en los cuatro recintos.

## Misión de la Universidad Johnson & Wales
La misión de la Universidad Johnson & Wales, según su sitio del Internet, es “capacitar al estudiantado para que logren el éxito en el mundo cambiante de hoy, integrando la educación general, con experiencias profesionales, y una educación dedicada al desarrollo profesional del mismo. Para este fin, la universidad hace uso de su facultad, servicios, currículo y facilidades para equipar a los estudiantes con los conceptos y las herramientas necesarias para convertirse en miembros contribuyentes de nuestra sociedad y para que logren el éxito en su campo de estudio”.

## Campus
La Universidad Johnson & Wales, conocida como “America’s Career University,” tiene cuatro recintos académicos: Providence (Rhode Island), North Miami (Florida), Denver (Colorado) y Charlotte (Carolina del Norte). En septiembre del 2004 se combinaron los campus de Norfolk (Virginia) y Charleston (Carolina del Sur), para crear el recinto de Charlotte. Actualmente la Universidad de Johnson & Wales tiene tres unidades académicas en cada uno de sus recintos: el Colegio de Negocios,el Colegio de Artes Culinarias y el Colegio de Hospitalidad.
El campus de Providence tiene unidades académicas adicionales: la Escuela de Tecnología, la Escuela de Estudios de Posgrado Alan Shawn Feinstein, la Escuela de Estudios de Posgrado en Educación, y la Escuela de Artes y Ciencias John Hazen White. De éstas, la Escuela de Artes y Ciencias no otorga diploma, pero sí es responsable de proveer una educación en Humanidades, que complementa los programas que otorgan diplomas. El Centro Académico Xavier, el Centro TACO, el CBCSI (Centro para la Interacción Estudiantil Citizen's Bank), y el Centro de Consejería al Estudiante proveen apoyo adicional al estudiante.
La Universidad Johnson & Wales es bien reconocida por sus programa de artes culinariasy de hospitalidad. La universidad es la institución más grande del mundo que provee una educación enfocada en la industria de servicio de comidas. La JWU también ofrece grados de Administración, Mercadeo, Negocios, Derecho Penal, Educación y Administración de Deportes/Entretenimiento y Administración de Eventos Especiales. 
La universidad tiene un enfoque profesional, ya que require que sus estudiantes tomen tres clases para aprender a cómo administrar una carrera profesional antes de poder graduarse: Introducción a Administración de Carreras Profesionales, Planificación de Carreras Profesionales y Curso Final de Administración de Carreras Profesionales. Anualmente la universidad también patrocina una Feria de Empleos para los estudiantes y exalumnos, en la cual se destacan cientos de compañías para las que pueden trabajar.

## Calendario Académico
El calendario académico de JWU se divide en tres términos académicos (trimestres), cada uno con una duración de 11 semanas, remplazando los semestres convencionales del otoño y primavera con trimestres de otoño, invierno y primavera. Esto resulta en un receso temprano en la primavera y unas vacaciones de verano que comienzan en mayo y terminan en septiembre. Durante estos tres términos académicos, los estudiantes usualmente toman de tres a cuatro clases. 

## Otros recintos administrados por la Universidad en los Estados Unidos de América
Además de los edificios académicos de los recintos, la universidad también administra tres hoteles, los cuales se utilizan como centros de práctica para estudiantes de las escuelas de Administración Hotelera, de Administración de Empresas de Servicio de Comidas y de Artes Culinarias. Se trata del Johnson & Wales Inn & Centro de Conferencias, el cual está localizado en Seekonk (Massachusetts), a quince minutos del campus de Providence; el Hotel Johnson & Wales Radisson, localizado en Warwick (Rhode Island); y el Bay Harbor Inn & Suites, localizado en Miami Beach (Florida). La universidad también es dueña del Hotel Doubletree Charlotte-Gateway Village, localizado en el campus de Charlotte. El Johnson & Wales Inn alberga, igualmente, uno de los lugares más representativos de la universidad, el restaurante “Audrey’s,” cuyo nombre proviene de Audrey Gabe, la esposa del ex rector Morris Gabe.
El Centro Wildcat alberga las instalaciones atléticas de la Universidad de Johnson & Wales en el recinto de Denver. Es la sede del programa atlético de la universidad, y fue también el recinto del equipo Colorado Storm, perteneciente a la Asociación Americana del Baloncesto en el 2004. El Centro Wildcat se encuentra en la parte noroeste del campus de Johnson & Wales.

## Participación en programas de Telerrealidad
Un episodio del programa Cooking School Stories de la cadena televisora Food Network, siguió de cerca a un grupo de estudiantes de artes culinarias de la Universidad Johnson & Wales (promoción del 2001). El popular programa “MADE,” de la cadena televisora MTV, siguió a un estudiante de primer año durante el trimestre de otoño del 2007. Otro estudiante de la universidad participó en “Fat Camp”, otro programa de telerrealidad de la MTV. 

## Controversia
En el 1999, la Asociación Americana de Profesores Universitarios (AAPU) publicó un informe en el que acusó a la administración de la Universidad Johnson & Wales de haber violado los derechos de la facultad por no renovar los contratos de dos de sus profesores. 
Un informe de un comité de la AAPU a cargo de la investigación, dio a conocer la decisión tomada por la Universidad Johnson & Wales el 18 de mayo de 1998, de no renovar los contratos de dos miembros de su facultad al término del año académico. Según el informe, la administración universitaria no le proveyó ninguna explicación de su decisión a una de las empleadas; mientras que al segundo empleado le dieron una explicación oral inadecuada. El comité también notó un número de incidentes relacionados con su investigación que indicaban que en la universidad existía un ambiente de intimidación para con la facultad. 
Como resultado, la AAPU censuró a la Universidad Johnson & Wales por no observar principios de libertad académica y de permanencia aprobados por la Asociación Americana de Colegios y Universidades. 
Una denuncia sobre este tema también fue presentada a la Asociación de Colegios Universitarios y Escuelas de Nueva Inglaterra. La asociación no encontró suficiente evidencia para investigar la denuncia.